# Iglesia de la Asunción de Nuestra Señora (Carlet)
La Iglesia de la Asunción de nuestra señora (En valenciano, l'Església de l'Assumpció) es una iglesia arciprestal ubicada en el núcleo histórico de la ciudad de Carlet, Valencia. Así pues, es el principal templo católico de la localidad y uno de los principales iconos históricos de la ciudad. Se caracteriza por ser uno de los edificios más emblemáticos y representativos de Carlet.

## Historia y patrimonio
Este gran edificio, ubicado en la plaza del Convento, fue originalmente un templo que perteneció a un conjunto conventual de la Orden de los Dominios. Dicho edificio, antiguamente conocido como el convento de la Anunciación o la Encarnación, fue fundado en 1610 por orden del conde de Carlet Jordi de Castellví. Así mismo, el actual edificio se construyó a lo largo de los siglos XVII y XVIII, a raíz del establecimiento de la mencionada orden de los Dominicos en la localidad.

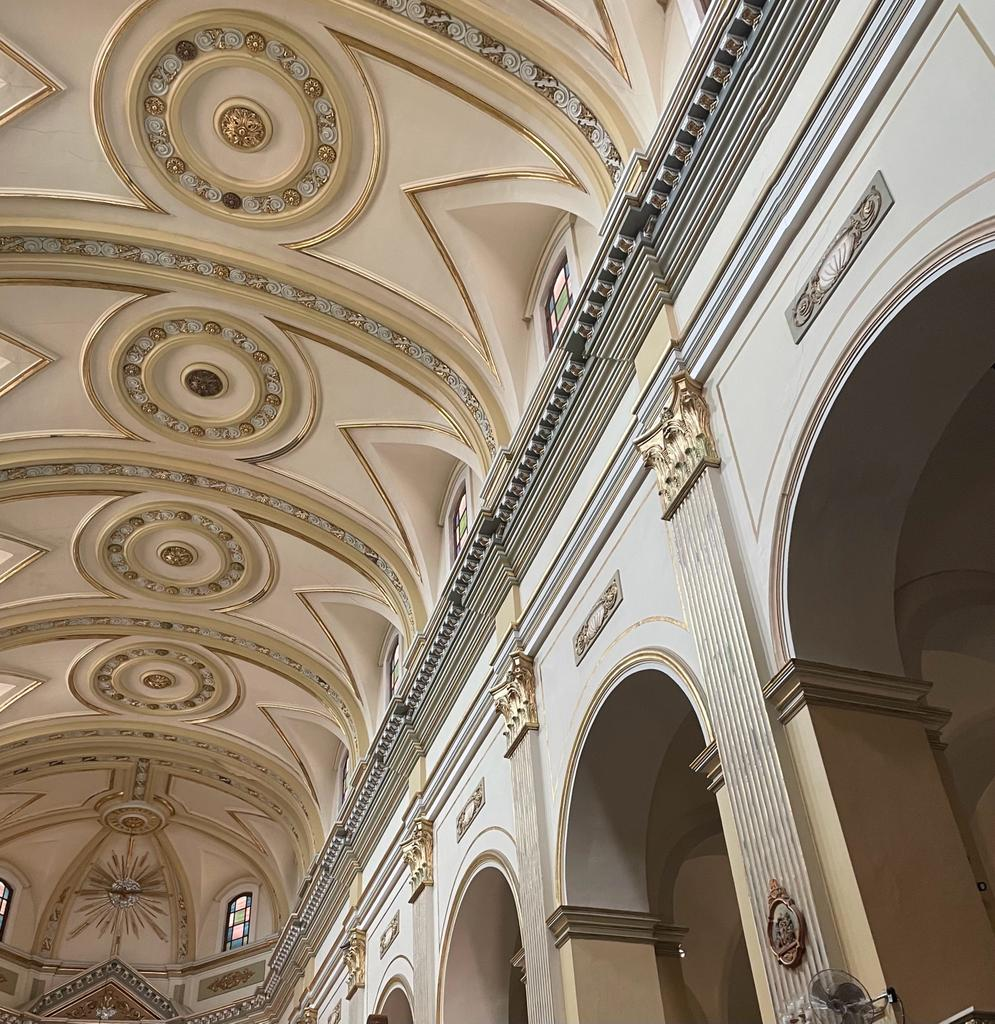
Nave central y bóvedas de la Iglesia de la Asunción.

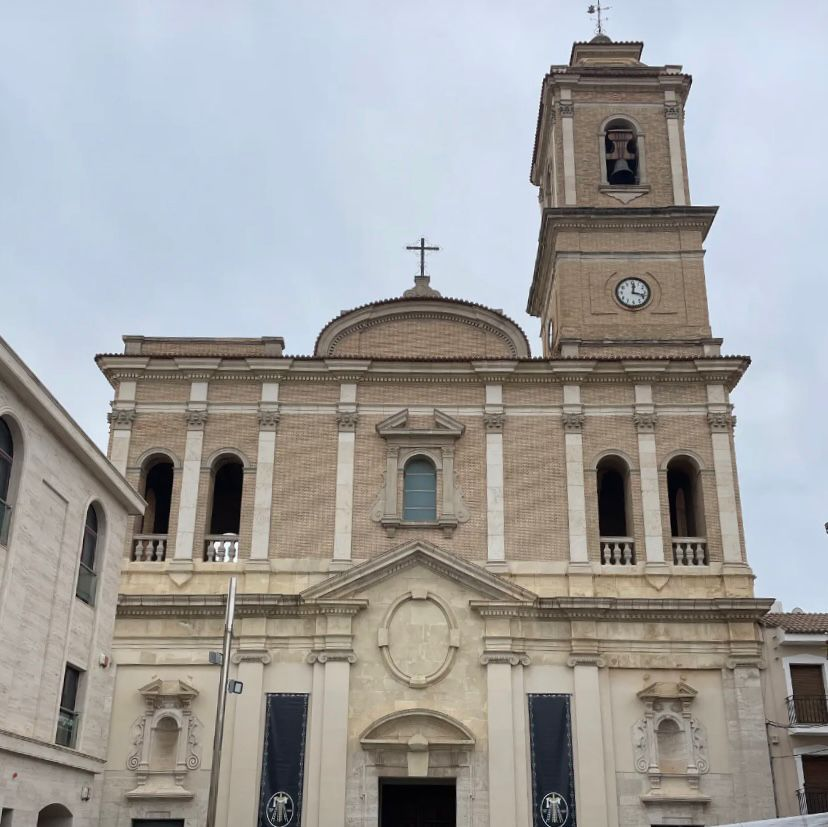
Iglesia parroquial de la Asunción de Carlet. Fachada principal.

El templo, de estilo principalmente barroco, es de planta basilical, con una nave central alargada y otras dos laterales más bajas con capillas entre contrafuertes. Entre sus capillas, destacan las de la Virgen de los Desamparados, la Virgen de los Dolores, la Virgen de Fátima, Jesús de Nazaret, el Sagrado Corazón de Jesús y San Vicente Ferrer. Así mismo, dentro del templo se custodian diversas obras de arte de gran interés, destacando la talla tardorrománica de Santa María de Carlet, una excelente obra en madera con policromía de mediados del siglo XIV. La talla, actualmente ubicada en la capilla bautismal de la iglesia, tiene tras su historia una verdadera incógnita, puesto que, pese a llegar a la localidad en el siglo XVII, no se sabía nada de su paradero hasta que apareció escondida en una casa de la localidad en el año 1961 , curiosamente, en el mismo domicilio donde también se escondió el Santo Cáliz de la Última Cena durante la Guerra civil española. Otra obra imprescindible que se guarda tras los muros de este pomposo edificio es el grupo escultórico del Descendimiento, un magnífico conjunto artístico elaborado con la técnica del bulto redondo que representa la escena de Jesús siendo bajado de la cruz. Esta espectacular obra se atribuye, según la tradición oral, al taller de los Vergara, mientras que en algunos documentos consta que la obra fue realizada por el prestigioso escultor murciano Francisco Salzillo. No obstante, la autoría de este conjunto del siglo XVIII se sigue manteniendo en el anonimato y debido a la escasa documentación se hace difícil conocer la real autoría. Así mismo, este especial conjunto escultórico es el verdadero protagonista durante la Semana Santa celebrada en la localidad, siendo llevado en procesión por las calles de Carlet durante el Viernes Santo.
Al igual que estas obras histórico-artísticas, dentro del templo, concretamente en la mesa del altar mayor, se encuentra el valioso relicario de San Bernardo mártir, una valiosa pieza de orfebrería donde se custodian algunas de las reliquias de los santos mártires Bernardo de mártir, Maíra y Gracia, santos mártires de la Iglesia Católica que nacieron en la localidad de Carlet durante la dominación musulmana de la península ibérica.
Justo en el presbiterio, se encuentran unas magníficas pinturas que conmemoran algunas de las escenas descritas en la Biblia, la más destacada es la que se encuentra justo debajo de la escultura de la Virgen de la Asunción, la titular de la parroquia, donde se muestra una gran pintura de la Última cena realizada por el pintor local Joan Barés Machí. Dicha obra, es de gran interés, puesto que Barés se inspiró en la Última Cena de Juan de Jauanes para realizarla. Igualmente, otras de las pinturas del retablo fueron realizadas por el artista Joan Barés. Adicionalmente, en la capilla del Sagrario de esta iglesia también se encuentra un magnífico retablo de mármol presidido por los santos Bernardo mártir, María y Gracia.

El 2 de octubre de 1870 la iglesia fue prácticamente destruida por un terremoto que hizo colapsar sus bóvedas. Así mismo, dicha iglesia estuvo sin sus bóvedas y en desuso hasta que fue rehabilitada al culto en el año 1946, siendo inaugurada el 20 de octubre de ese mismo año.

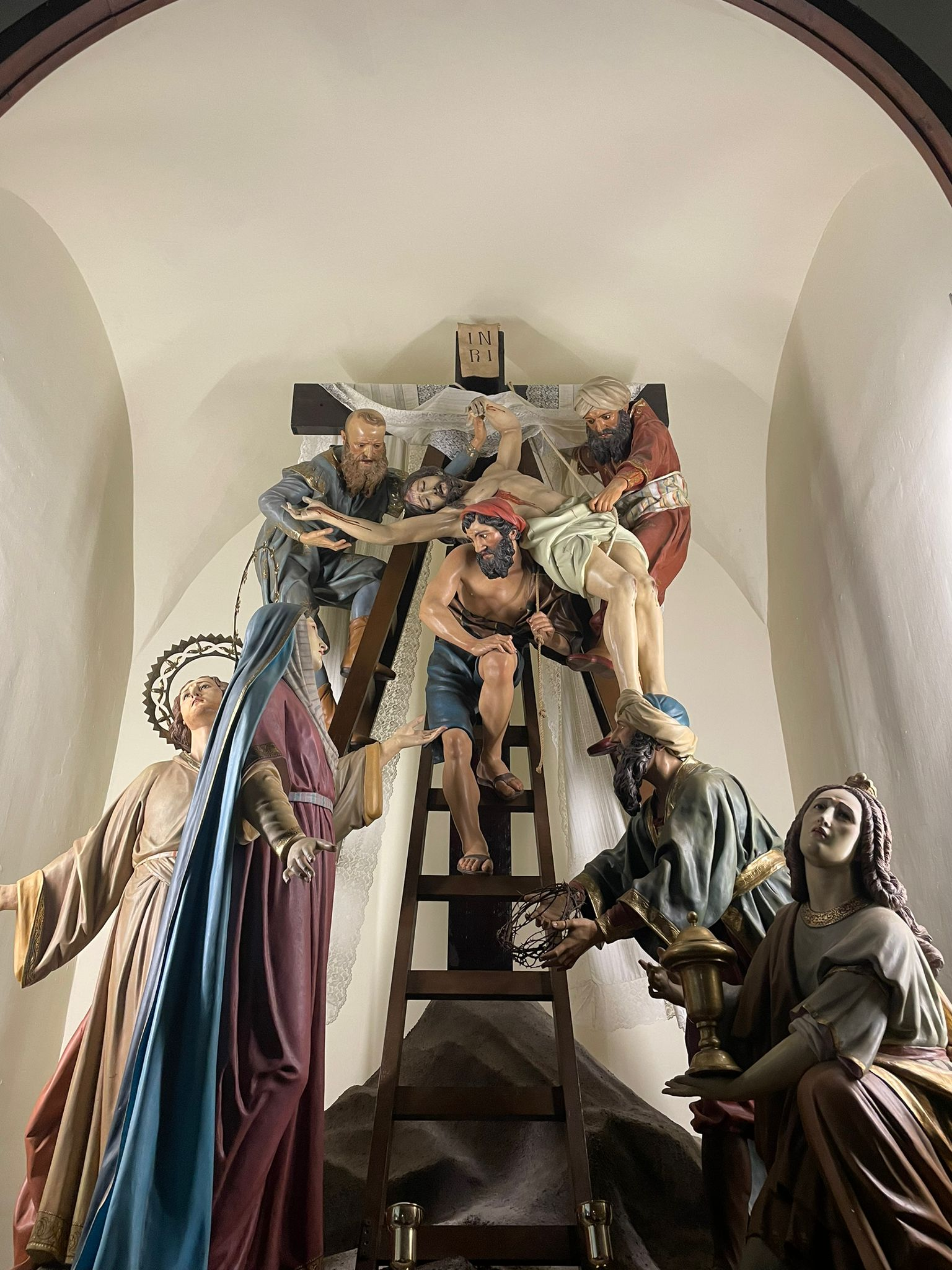
Conjunto escultórico del Descendimiento, del. Ubicado en una capilla lateral de la iglesia

Después del incendio y destrucción de la principal Iglesia de la localidad durante la Guerra Civil Española, un importante templo del siglo XV ampliado por orden de patriarca San Juan de Ribera en el siglo XVI, las autoridades decidieron trasladar la actividad parroquial a la antigua Iglesia del Convento de los dominicos, convirtiéndose así en la nueva parroquia de la ciudad. Fue por esta razón que gran parte del patrimonio artístico de esta iglesia corresponde a las valiosas obras que se salvaron del incendio de la anterior iglesia de la localidad. En el año 2002 se hizo la restauración de la fachada de esta majestuosa iglesia declarada Bien de Relevancia Local. Así mismo, el templo ha sido visitado por el que fue arzobispo de Valencia, don Antonio Cañizares Llovera, en los años 2015, con el motivo de los actos de coronación de la talla tardorrománica de Santa María de Carlet, y 2016, año en que el Santo cáliz de la Catedral de Valencia regresó a Carlet para conmemorar el papel que tuvo una familia del municipio al resguardar y proteger la reliquia en su casa durante la Guerra civil española. Actualmente, la calle donde se encontraba este domicilio, lleva, en honor a esta historia, el nombre de la Calle del Santo Cáliz.

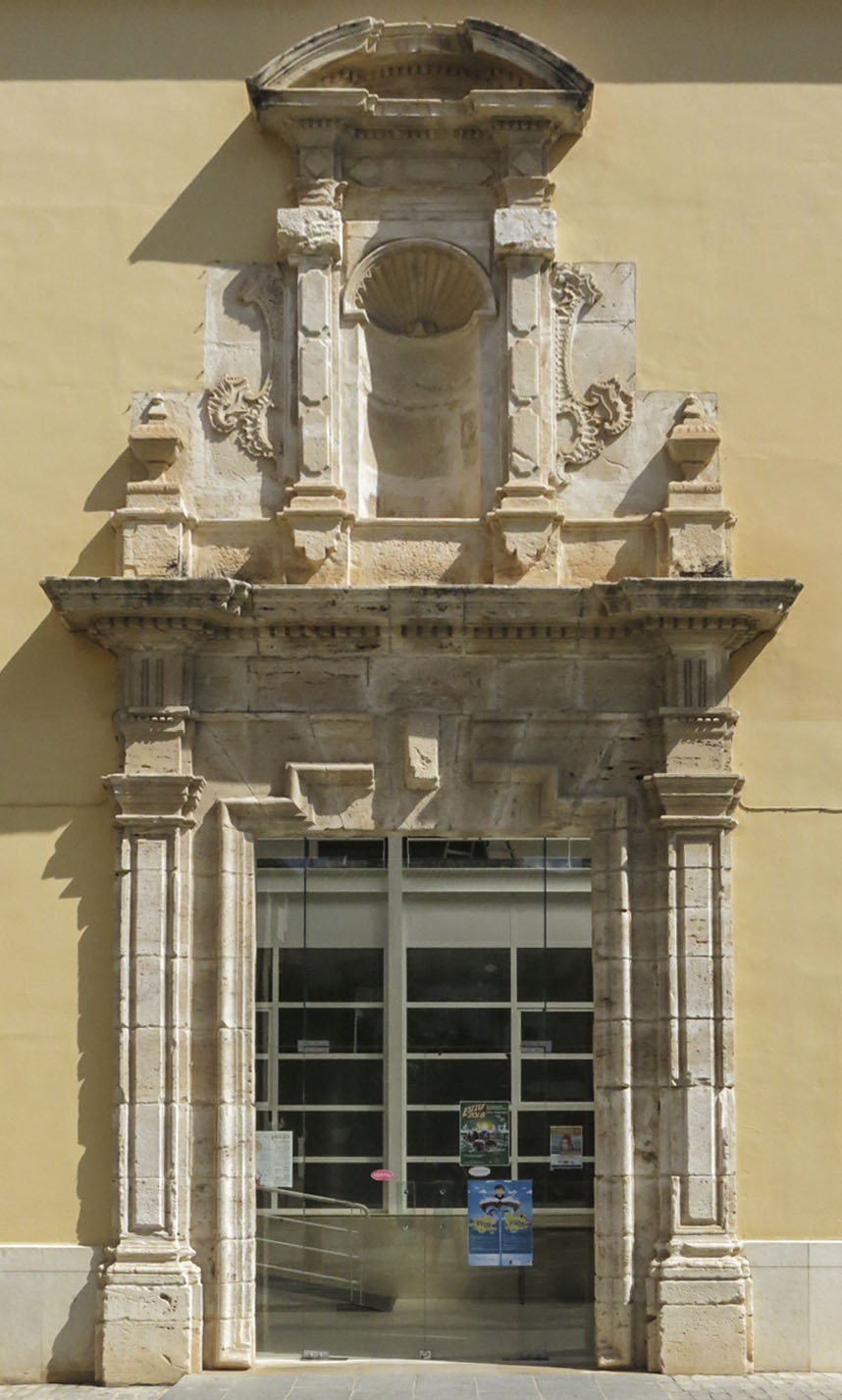
El portal de la casa de la cultura fue originalmente el portón lateral que daba acceso al desaparecido convento de los Dominicos. Afortunadamente fue rescatado y reubicado.

## Edificio del convento
Anexo a esta iglesia se encontraba el edificio conventual del siglo XVII, este se caracterizaba por su patio central desde donde se accedía al resto de dependencias conventuales. Lamentablemente, la Iglesia es el único testimonio actual que queda de dicho conjunto, ya que el resto del complejo religioso fue demolido durante la década de los 70 del siglo XX. No obstante, el portal lateral, que daba acceso al edificio del convento, fue rescatado y salvado de la destrucción. Así pues, este pétreo y monumental portón barroco fue trasladado desde su lugar de origen para ser recolocado a unos escasos metros de donde se encontraba originalmente. Concretamente, el portal fue reubicado y adosado en el aledaño edificio del viejo ayuntamiento, actualmente reconvertido en la casa de la cultura del municipio.

## Descripción de la fachada

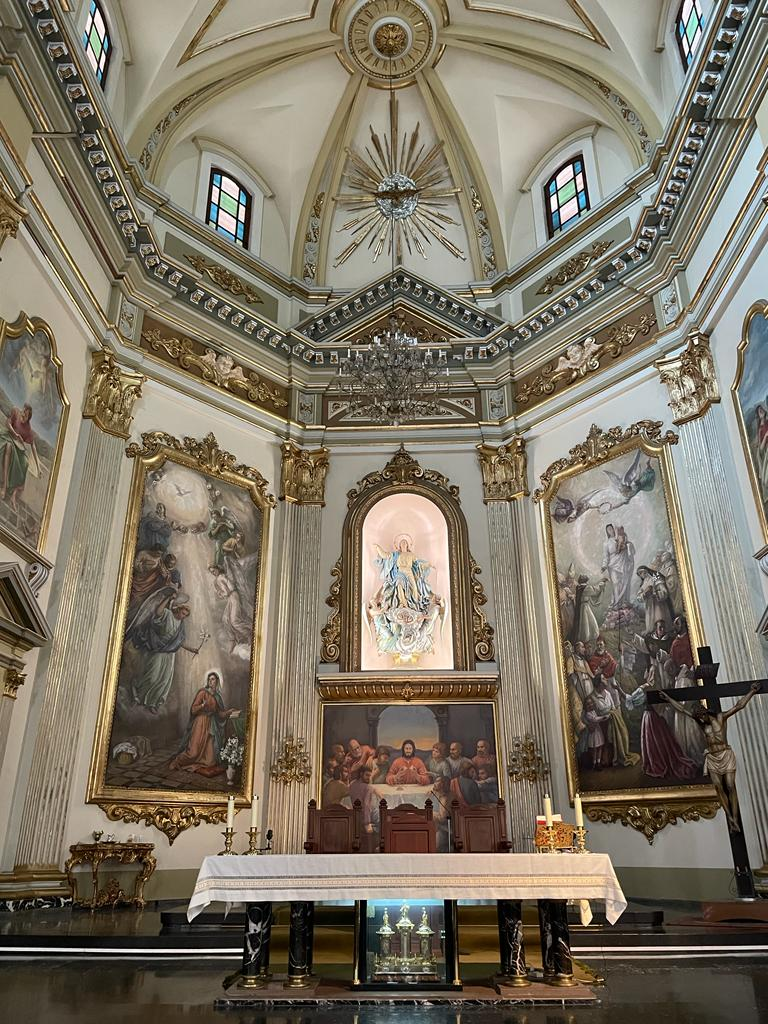
Altar mayor de la Iglesia con las pinturas de Enric Ginesta y Joan Barés. En la hornacina del centro se encuentra la imagen de la Asunción, la advocación titular de la parroquia.

Volviendo a la iglesia conventual, la fachada está dividida en dos cuerpos claramente diferenciados; uno inferior y otro superior. El cuerpo inferior pertenece en su totalidad a la etapa del convento dominicano, conservando todos sus elementos ornamentales. Esta parte está partida en tres vanos enmarcados por seis pilastras jónicas, el central reforzado por dos semipilastras más y en él se abre la puerta principal, con dintel y frontón escarzano. El entablamento se interrumpe para dejar un hueco oval, hoy tapiado. Los dos vanos laterales tienen puertas más pequeñas y sobre ellas hornacinas rococó. En cambio, el cuerpo superior está reconstruido. A raíz del terremoto que devastó el edificio en 1870, el cuerpo superior del edificio quedó completamente destruido. Por esta razón, al iniciarse el proyecto de restauración y reconstrucción de la Iglesia para su habilitación al culto, dicho cuerpo de la fachada tuvo que ser nuevamente reconstruido, mostrando así un aspecto diferente en cuanto a los materiales utilizados en el cuerpo inferior.

Finalmente, a la derecha de la fachada, encontramos el campanario. La torre nueva no responde a la imagen del conjunto, puesto que esta fue construida ya en el siglo XX al incluirse dentro del proyecto de reconstrucción de la iglesia. Sin embargo, La campana mayor de esta torre, proveniente de la anterior iglesia del municipio arrasada en la Guerra civil española, fue bautizada en el año 1943 con el nombre de San Bernardo, en honor al santo patrono nacido en la misma localidad.

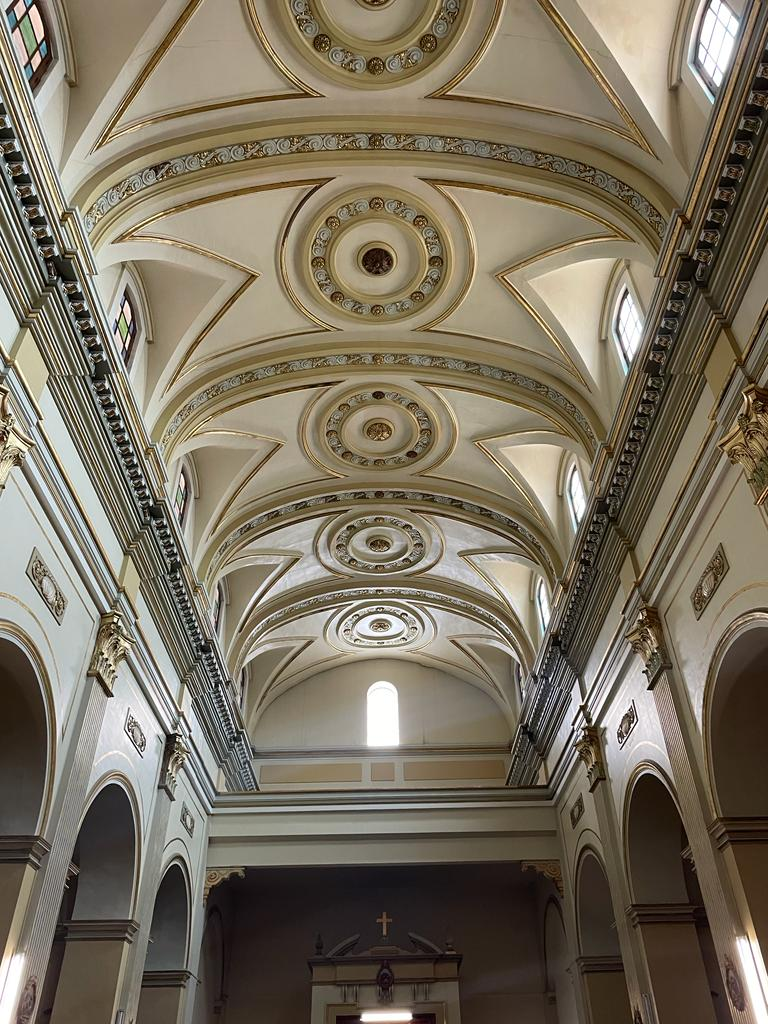
Coro del templo.